# Calceolaria lojensis
Calceolaria lojensis är en toffelblomsväxtart som beskrevs av Francis Whittier Pennell. Calceolaria lojensis ingår i släktet toffelblommor, och familjen toffelblomsväxter. Inga underarter finns listade i Catalogue of Life.